# Dziunin (województwo wielkopolskie)
Dziunin – osada krajeńska w Polsce położona w województwie wielkopolskim, w powiecie pilskim, w gminie Łobżenica. Miejscowość wchodzi w skład sołectwa Dębno.
W latach 1975–1998 miejscowość administracyjnie należała do województwa pilskiego.